# Авангард (Ишимбайский район)
Авангард (баш. Авангард) — деревня в Ишимбайском районе Республики Башкортостан Российской Федерации. Входит в состав Иткуловского сельсовета.

## География

### Географическое положение
Рядом протекает речушка Караталка, впадающая в Тайрук.
Расстояние до:
- районного центра (Ишимбай): 30 км,
- центра сельсовета (Верхнеиткулово): 8 км,
- ближайшей ж/д станции (Салават): 47 км.

## Название
Название селения — по названию колхоза «Авангард». 
Первоначальное название — Коммуна, позднее переименована в деревню Авангард, после этого — в хутор Берёзовка, и снова — в деревню Авангард. 

## История
Основана в 1930-х годах в Воскресенском районе.
Первый председатель колхоза «Коммуна» (далее — «Авангард») Габидуллин Бари Абдуллич 1905 года рождения. В декабре 1941 года ушел на фронт добровольцем. Погиб в бою в 1942 году Тербуны-2 Курской области, красноармеец, командир разряда,  в составе 112 кавалерийской дивизии. Председателем после него выбрали его жену — Габидуллину (Акаеву) Фатиху Гильмановну 1906 года рождения., уроженка Аургазинского района, деревня Новотимошкино Умерла в 1952 году, похоронена в деревне Авангард.
Указом от 31.10.1960 г. были объединены населенные пункты Авангард и Покровка Татьяновского сельсовета — в один населенный пункт Авангард.

## Население
| 2002 | 2009 | 2010 |
| ---- | ---- | ---- |
| 10   | ↘4   | ↗7   |

Проживают русские. В 1939 г. — 75 чел., в 1959 г. — 109 чел., в 1989 г. — 10 чел.